# Vidmantas Brazys
Vidmantas Brazys (ur. 1946, zm. 17 marca 2017) – litewski działacz samorządowy, wieloletni mer Mariampola.

## Życiorys
Był członkiem Litewskiej Partii Socjaldemokratycznej (LSDP). W latach 2000–2007 i 2008–2017 był merem Mariampola, zaś na przełomie lat 2007–2008 wicemerem tegoż miasta. Zmarł po ciężkiej chorobie 17 marca 2017 i został pochowany w    cmentarzu wiejskim we wsi Ožkasvilis.